# Biebelnheim
Biebelnheim là một xã thuộc huyện Alzey-Worms, bang Rheinland-Pfalz, nước Đức. Xã Biebelnheim có diện tích 6,2 km².